# Kiril Terziev
Pour les articles homonymes, voir Terziev.
Kiril Terziev est un lutteur bulgare spécialiste de la lutte libre né le 1er septembre 1983.

## Biographie
Lors des Jeux olympiques d'été de 2008, il remporte la médaille de bronze en combattant dans la catégorie des -74 kg.